# Майкл Джексон (футболистка)
Майкл Джексон (англ. Michael Jackson), настоящее имя Марилея дус Сантус (порт.-браз. Mariléia dos Santos; род. 19 ноября 1963 года, Валенса) — бразильская футболистка, нападающий. Участница чемпионатов мира 1991 и 1995 годов, Олимпиады в Атланте. Занимает третье место в списке лучших футболисток Южной Америки в XX веке по версии IFFHS. Прозвище получила от подруг по сборной за внешнее сходство с поп-исполнителем.

## Карьера
Первым клубом в её профессиональной карьере стал «Радар», представлявший Бразилию на Женском международном турнире в Китае в 1988 году, который являлся подготовительным к первому в истории женскому чемпионату мира. Бразильская команда заняла в соревновании третье место.
Затем выступала за «Коринтианс», «Сантос», «Интернасьонал», «Васку да Гама», «Саад» и «Сан Каэтану ду Сул».
В 1995 году, после выступления на чемпионате мира, подписала контракт с «Торино», став первой бразильской футболисткой в европейских клубах.
Завершила карьеру в возрасте 46-ти лет. В 2011 году возглавила департамент женского футбола в Министерстве спорта Бразилии. За карьеру забила 1574 мяча.